# 新疆托木尔峰国家级自然保护区
新疆托木尔峰国家级自然保护区是位于中华人民共和国新疆维吾尔自治区阿克苏地区温宿县的国家级自然保护区，面积3804平方千米。自然保护区的主要保护对象既包括高山冰川生态系统和森林生态系统，也包括雪豹、北山羊、紫点红门兰等珍稀濒危野生动植物。新疆托木尔峰国家级自然保护区也是世界自然遗产“新疆天山”的组成部分。

## 保护区地理信息
新疆托木尔峰国家级自然保护区位于中华人民共和国新疆维吾尔自治区阿克苏地区温宿县，边境与吉尔吉斯斯坦、哈萨克斯坦相接，境内与伊犁哈萨克自治州昭苏县相接。地理坐标为东经79°50′-80°54′，北纬41°40′-42°22′。面积3804.8平方千米，其中核心区面积2167平方千米，缓冲区面积约为865平方千米，实验区面积大概772平方千米。保护区包括托木尔峰地区南坡的森林地带及高山、亚高山地带。
新近纪中新世至早更新世时，受到喜马拉雅运动的影响，天山山脉大幅抬升，将温带准噶尔盆地和暖温带塔里木盆地分开。保护区所在的托木尔峰地区位于天山地槽褶皱带的西段，是天山最高的地区。托木尔峰南北两侧不对称，北坡更为陡峭且面积小。托木尔峰地区因为地势不等量上升加上冰蚀和水蚀，形成起伏的山势。除了托木尔峰外，汗腾格里峰、阿克塔什峰、台兰峰、科其卡尔峰等山峰都分布于此。
这些山峰将来自大西洋和北冰洋的水汽阻隔在天山北侧，所以虽然保护区属于温带大陆性气候，但受到地形地貌较大影响，南北坡气候具有较大差异。南坡属于暖温带半干旱和干旱气候，北坡属于温带半湿润气候。保护区的海拔也会影响气温和降水，北坡3700米以上有常年积雪，冬季平均气温低于零下24摄氏度，夏季平均气温不高于0摄氏度，山麓冬季平均气温低于零下12摄氏度，夏季平均气温超过14摄氏度。北坡年降水量500到600毫米，在高山带能达到800到100毫米，迎风坡甚至会超过1000毫米。托木尔峰南坡常年积雪带则位于海拔4250米以上，冬季平均气温低于零下23摄氏度，夏季低于2摄氏度，山麓地区冬季零下14到零下17摄氏度，夏季超过15摄氏度。南坡坡前山地年降水量不足100毫米，不过在海拔2400到2900米和4250米以上地区会出现年降水量700毫米以上的降水带。1961年到2015年间，保护区内平均气温升高1.5摄氏度。到2018年，保护区内气温一直持续上升，气温增势主要出现在春、秋、冬季，保护区的年降水量、降水日数、降水强度从1967年开始到2018年呈波动增长，增势主要出现在每年夏、秋、冬季。
保护区是木札尔特河、大库孜巴依河、小库孜巴依河、台兰河、塔克拉克河等内陆河的发源地。冰雪融水是这些河流的主要补给方式，近三分之二的水源来自于融水，剩下或为地下水补给，或通过季节性融水和雨水补给。各河流汛期较为集中，6到9月径流量占全年的五分之四。由于保护区内气温常年持续增高、降水增加，导致部分河流径流量增加，如库玛拉克河径流量年增2500万立方米，台兰河径流量年增100万立方米。

### 土地利用及垂直带
新疆托木尔峰国家级自然保护区土地利用类型可分为草地、林地、冰川与水体、裸地。近几十年间，由于气候变暖、变湿，保护区内高山带降水量增加。另外由于土地利用政策的改变，人类活动对土地利用的影响得到遏制。自1992年开始至2017年，保护区的冰川与水体面积增加近300平方千米，且冰川面积持续增长，裸地减少面积超过342平方千米，草地面积增加超过34%。
新疆托木尔峰国家级自然保护区自低山带到高山带可分为7个垂直带，是天山山脉南麓最完整的垂直带谱，分别是暖温带荒漠带、温带荒漠草原带、山地草原带、亚高山草甸带、高山草甸带、高山垫状植被带、冰雪带。暖温带荒漠带分布于山前宽阔的冲积洪积扇，海拔1450米到1900米，这里热量资源丰富，蒸发强烈，即为干旱，土壤以山地棕漠土为主。其上为温带荒漠草原带，一般处于河谷的下部，海拔1900米到2200米，虽然夏季降水较多，但蒸发量也巨大，导致水分不足，本带具有强烈的风化作用，裸露在外的基岩时常可见，本带主要分布有棕钙土。海拔2200到2600米的阳坡和半阴坡是山地草原带，强烈的干燥剥蚀作用导致地势起伏较大且砾石较多，淡栗钙土是本带土壤的主要构成种类。亚高山草甸带处在河谷中部，海拔2200米到2900米，河流的侵蚀切割作用较为明显，本带气候寒冷但湿润，土壤以亚高山草甸土为主。其上至3600米为高山草甸带，气候寒冷，土壤为高山草甸土。3600米到4250米分布有高山垫状植被带，是冰川活动区域，剥蚀和冰蚀作用较为强烈，基岩大部裸露在外，山谷冰川上表碛普遍发育。冰雪带位于4250米以上，常年积雪，没有无霜期，发育有大量冰川。

## 冰川
新疆托木尔峰国家级自然保护区所在的托木尔-汗腾格里山汇区是天山山脉最大的冰川作用中心。托木尔峰地区共有829条冰川，总面积近3850平方千米，其中在新疆境内的超过三分之二。从第四纪开始，托木尔峰地区经历过多次冰期和间冰期，拥有丰富的古冰川，如木扎尔特河与台兰河的第四纪冰川遗迹。除了古冰川外，在托木尔峰自然保护区一带发育有500余条现代冰川，天山现代冰川面积的三分之一位于这里。此地的冰川以山谷冰川为主，因为存在有许多树枝状冰川，该地冰川被中国科学院命名为托木尔山谷型冰川。当地冰川被分类为大陆性冰川，水化学性质单一，矿化度较低，冰层氚含量随着海拔的增高而增加。主要冰川包括托木尔冰川、汗腾格里冰川、琼台冰川、伊内里切克冰川、吐盖别里齐冰川、喀拉古勒冰川等，其中汗腾格里冰川长近61千米，大小不一的冰面湖、百米深的冰裂缝等分布于冰川各处。托木尔峰上空水汽含量和水汽运输量远高于新疆其他地区，全年水汽运输强度约为15468吨/平方厘米。
17世纪到19世纪中期，托木尔峰地区的现代冰川比现存冰川规模大，不过当地冰川长期处于退缩状态。从17世纪最盛时到20世纪80年代，托木尔峰地区的冰川普遍后退了0.8到4.3公里，19世纪中期开始，退后了0.3到3公里。20世纪80年代开始，托木尔峰地区冰川继续退缩，不过速度开始减缓并趋于稳定。从1997年开始，新疆托木尔峰国家级自然保护区内的冰川面积、冰川储量开始增加。其中1997年到2007年，冰川面积增加超过61平方千米，冰川储量增加超过42立方千米。从2007年到2017年，保护区内冰川面积增加接近69平方千米，冰川储量增加超过48立方千米。2017年，保护区内冰川面积超过1534平方千米，冰川储量超过800立方千米。

## 地衣
随着冰川的退缩，贫瘠的岩石裸露出来，地衣作为先锋物种在这里生长。地衣产生的酸会破坏岩石，从而形成空间来堆积碎石和灰尘以供孢子植物生长。长此以往土壤开始形成，更多的植物便可在此扎根，这就是原生演替。新疆托木尔峰国家级自然保护区内，记录有8目25科62属151种地衣，另外还有9變種和9變型。所有地衣中茶渍目具有优势。有18科47属112种。所有地衣中，梅衣科、蜈蚣衣科、地卷菌科、黄枝衣科、膜衣科、石蕊科等为优势地衣科，另外也有也有6科单种科。保护区内地卷菌属、平茶渍属、石蕊属等10属为优势属，单种属有31属。保护区内地衣地理成分有11种，其中以环北极成分占据优势。若按垂直带区分，在温带荒漠带分布有戈壁微孢衣等壳状地衣。在荒漠草原带及山地草原带主要以叶状地衣和枝状地衣为主，如梅衣属地衣。亚高山与山地草原带，梅衣科地衣占据优势。亚高山草甸带主要分布草地生地衣，壳状地衣较为常见。在高山草甸带，地衣常和藓类植物混生，有冰岛衣等。在海拔3600米以上高山冻原带石生地衣种类较为丰富，如短片微孢衣。
保护区内朽木生地衣中有5目14科19属地衣，石蕊属和地卷属拥有较多种类。岩面生地衣有6目18科35属，种类较多的属是微孢衣属和平茶渍属。树附生地衣有14科20属，黑蜈蚣衣属、树花属拥有较多种类。保护区内中海拔地区地衣种类和多样性指数较高。随着海拔的增高，地衣多样性下降。湿度、郁闭度、光照强度等因素同样也是影响保护区内各地衣群落结构的重要因素。

## 植物
新疆托木尔峰国家级自然保护区内的植物资源丰富，至少有62科295属634种种子植物存在于保护区内。其中木本植物至少有13属43种，而草本植物至少有40科154属210种。种子植物中优势科有杨柳科、藜科、石竹科、十字花科等，优势属则包括委陵菜属、蒿属、黄芪属、柳属等。植物区系以温带分布为主，包括北温带分布、亚洲温带分布、旧世界温带分布，也有地中海、西亚至中亚分布类型和全热带分布类型。
在保护区的7个垂直带中，植物的分布也不一样。在海拔较低的暖温带荒漠带存在的植物较为耐旱，种类不多且分布稀疏。主要包括琵琶柴、天山猪毛菜等。当海拔增至温带荒漠草原带，植被类型从耐旱植物开始过渡到草原植被，旱生丛生禾草在这里占据优势，包括戈壁针茅、羊茅等，猪毛菜属等荒漠植物在此依然存在。分布在山地草原带的植被种类丰富，看麦娘、黄芪、白头翁等都存在于本带。当海拔增长到亚高山草甸带，次阴坡生长有茂密的雪岭云杉，伴生植物包括鸢尾、蔷薇、忍冬等，在阳坡则以克氏针茅、报春花、北地拉拉藤等亚高山草甸植物为主。硬叶嵩草为主的高山草甸植物分布在高山草甸带，因为高山杂类草数量和种类较多，本带色彩艳丽。高山垫状植被带进在冰川外侧和一些缓坡存在土壤覆盖，这里或有以线叶嵩草、红景天等植物为主的高山草甸，或有以山莓草、双花委陵菜等植物为主的垫状植被。在海拔最高的冰雪带，终年积雪，土壤无法发育，鲜有植被存在。新疆托木尔峰国家级自然保护区内保护规划林地面积近1,230平方千米，其中有林面积近110平方千米，疏林面积超过33平方千米，灌木林地面积近69平方千米，其他为宜林地面积。保护区内的国家级公益林和地区级公益林主要在大小台兰峰、琼库孜巴依峰等山峰的阴坡、半阴坡和阳坡、半阳坡等处分布生长。
2009年，学者曾对新疆托木尔峰国家级自然保护区内的苔藓植物进行考察，此次考察记录保护区内苔藓植物有41科79属246种（变种），其中22科54属202种藓类植物门植物，19科25属44种苔类植物门植物。侧蒴藓类11科25属65种，顶蒴藓类11科30属137种。苔藓植物中优势科包括丛藓科、真藓科、紫萼藓科、青藓科、提灯藓科、柳叶藓科6种。优势属有真藓属、对齿藓属等10种。保护区内的苔藓群落以土生群落为主，也存在石生群落、木生群落、水生群落。岩面生苔藓植物的植物区系以北温带成分为主，也存在旧世界温带成分和地中海、西亚至中亚成分等10种成分类型。

## 动物
新疆托木尔峰国家级自然保护区是很多动物的理想栖息地。保护区内记录有包括嚙齒目、食肉目、偶蹄目、翼手目等13目28科73属陆栖脊椎动物，10目24科82种（亞種）鸟类。保护区内兽类的动物区系以古北界为主，鸟类以古北界为优势，也有东洋界的物种分布。鸟类中夏候鸟有43种（亚种），留鸟有38种（亚种）。新疆托木尔峰国家级自然保护区内被列入《中华人民共和国国家重点保护野生动物名录》的I级重点保护动物6种，包括雪豹、北山羊、金雕、玉带海雕、胡兀鹫等，II级重点保护动物21种，被列入《瀕危野生動植物種國際貿易公約》附录的动植物共41种。另外，在2021年，保护区内的相机陷阱首次捕捉到棕熊的身影。托木尔峰保护区内昆虫种类较多，至少有8目73科277属，主要区系由古北种、东洋种、广布种、高山种、特有种构成。保护区内昆虫最多的为双翅目、膜翅目、鞘翅目，其次有鳞翅目、半翅目、同翅目、直翅目等。
若以保护区内的垂直带区分，南疆沙蜥、鹅喉羚、子午沙鼠等分布在暖温带荒漠带。温带荒漠草原带的动物主要以啮齿动物为主，如草兔、红尾沙鼠、柽柳沙鼠、小林姬鼠等，草原蝰、花条蛇在此也有分布。在山地草原带依然以啮齿动物为主，如鼹形田鼠、天山蹶鼠、小家鼠在此分布，鸟类包括草原鸟类、森林鸟类和捕鼠的猛禽，如二斑百灵、红嘴山鸦、草原雕等。当海拔爬升至亚高山草甸带，草原兔尾鼠、鼹形田鼠还有所分布，鸟类以金雕、苍鹰、红隼、猎隼等猛禽为主。而到了高山草甸带，旱獭、灰仓鼠将此作为主要栖息地，高山岭雀、秃鹫、高山兀鹫等在此较为常见，因为食草动物数量较多，狼、赤狐、石貂会在此活动。高山垫状植被带中黄嘴山鸦、北山羊、盘羊等动物的数量开始增多，大耳鼠兔等啮齿动物将岩隙或冰碛石堆作为自己的栖息地。当到达海拔超过4250米以上的冰雪带，雪豹、高山兀鹫、雪鸡会短暂出没于此。

### 雪豹和北山羊
天山山脉是雪豹的主要栖息地之一，雪豹在托木尔峰地区曾广泛分布。但20世纪80年代以前，雪豹不得不面临自然灾害、缺乏保护等风险，这些风险使得雪豹种群数量减少。80年代后，雪豹开始受到法律保护，但猖獗的盗猎依然危害着当地的雪豹种群。1988年，乔治·夏勒等人在对保护区内雪豹生存进行调查后发现在保护区内雪豹留下痕迹较少，种群数量超过15只。第二年，超过10只雪豹在保护区内被非法捕杀，保护区内的雪豹曾一度被认为已经灭绝。2004年，保护区内的雪豹痕迹被重新发现，这次发现的雪豹分布区主要在在保护区内的托木尔河流域和琼台兰河流域的部分地区。在这次调查中，马鸣等人发现雪豹的种群数量有所上升。种群密度为0.02到0.032只/平方千米，种群数量47到71只。不过有学者考虑到保护区内极为发育的冰川对雪豹活动区的限制，新疆托木尔峰国家级自然保护区内的雪豹种群密度应当小于0.01只/平方千米，种群数量则小于25只。
2005年，新疆托木尔峰国家级自然保护区内的北山羊的分布、种群密度、栖息地利用、昼间活动节律曾被调查研究。保护区内北山羊主要分布在琼台兰河谷地区、 克其克台兰河谷地区、木扎特河谷地区。保护区内北山羊平均种群数量超过8.4只，种群密度大概2.70只/平方千米。

## 保护区的建立及保护措施
1980年6月，经新疆维吾尔自治区人民政府批准，托木尔峰自然保护区建立，保护区报批面积1256平方千米。2003年，经中华人民共和国国务院批准，托木尔峰自然保护区升级为国家级自然保护区，此时面积增至2376平方千米。
2013年6月，经第28届世界遗产委员会会议通过，“新疆天山”被列为世界自然遗产，托木尔峰是“新疆天山”的组成部分。2014年，新疆托木尔峰国家级自然保护区范围扩大，面积扩大至超过3800平方公里，托木尔-汗腾格里山汇地区及其间的高山冰川被纳入保护区。截止2021年，新疆托木尔峰国家级自然保护区管理局下设林政科、业务科、生态旅游科、宣教科研科等5个科室，在职人数23人。
为减少人类活动的破坏，2014年开始，在托木尔峰保护区一带放牧的牧民开始迁出，为保障迁出牧民的生活来源，像是温宿县塔格拉克村、帕克勒克村这样的由保护区内牧民迁出形成的搬迁村开始开展各类旅游活动。新疆托木尔峰国家级自然保护区曾数次获得中央财政补助资金，用以保护区野生动物救护中心的设施的购买、保护区内资源监控、野生动物栖息地监测、保护区本地资源调查等方面。2019年，新疆托木尔峰国家级自然保护区在人类活动频繁地区共立15个界碑、550个界标。
20世纪80年代，托木尔峰附近的矿区为了经济效益，曾毁林伐木。2017年开始，保护区内和边缘的矿山企业开始撤出保护区，新疆生产建设兵团第一师塔河矿业公司玉儿衮煤矿和炸药库是最后被清除的矿企设施，企业先后投入数百万元人民币进行生态恢复。2020年底前，位于保护区内的第一师五团畜牧连老连部，塔格拉克平台子景区的牛羊药浴池等设施被清理完毕，并完成生态或地质修复项目。自保护区成立以来，便开始了补种树木的工作。21世纪20年代，保护区实施的天然林保护工程、森林生态效益补偿资金工程等工程，实现新疆托木尔峰国家级自然保护区的森林面积、蓄积量和覆盖率的增长。
中国科学院登山科学考察队在1977年到1978年对托木尔峰的地质、古生物、冰川、气象等方面进行过科学考察。此后新疆托木尔峰国家级自然保护区管理局、塔里木大学等学术单位和机构多次组织对保护区内植物资源的科学考察工作。2020年底保护区野生植物专项调查项目结束，共计调查300种植物，拍摄植物照片超过1.2万张。